# Nurty anarchizmu
Nurty anarchizmu stanowią zbiór doktryn politycznych i ruchów społecznych powstałych na bazie ideologii anarchizmu, przy czym każda z nich cechuje się niechęcią wobec władzy i odrzuca wszelkie mimowolne, przymusowe formy hierarchii. Anarchizm wzywa do zniesienia państwa, które uważa za niepożądane, niepotrzebne i szkodliwe. Jest zwykle stawiany jako wolnościowe skrzydło ruchu socjalistycznego i ma historyczne powiązania z antykapitalizmem i socjalizmem.
Zwolennicy anarchizmu opowiadają się za bezpaństwową organizacją społeczeństwa opartą na niehierarchicznych i dobrowolnych stowarzyszeniach. Jednak anarchistyczne szkoły myślenia mogą się zasadniczo różnić, wspierając postawy od skrajnego indywidualizmu po kompletny kolektywizm. Odłamy anarchizmu często dzielono na kategorie anarchizmu społecznego i anarchizmu indywidualistycznego.
Większa część anarchistycznej ekonomii i filozofii prawa odzwierciedla antyautorytarne, antyetatystyczne i wolnościowe interpretacje radykalnej lewicy oraz socjalistycznej polityki, takiej jak komunizm, kolektywizm, wolny rynek, indywidualizm, mutualizm, partycypizm i syndykalizmu. Według Ruth Kinna, w pewnym momencie „kolektywistyczne, komunistyczne, liberalne i indywidualistyczne nurty myśli, z których anarchiści czerpali inspirację, zaczęły nabierać coraz bardziej charakterystycznych cech, doprowadzając tym samym do powstanie szeregu szkół anarchistycznych”.
Antropolog David Graeber zauważył, że jak szkoły marksistowskie w dużej części miały założycieli (np. leninizm, trockizm, maoizm), tak szkoły anarchizmu „prawie zawsze wyłaniają się z jakiejś organizacji lub formy praktyki”, przywołując anarchosyndykalizm, anarchizm indywidualistyczny czy platformizm jako przykłady.

## Anarchizm klasyczny
Dekady końca XIX i początku XX wieku stanowią belle époque w historii anarchizmu. W okresie z grubsza od lat czterdziestych-sześćdziesiątych XIX w., aż do 1939 anarchizm – zaraz obok marksizmu – odegrał znaczącą rolę w walkach klasy robotniczej w Europie, a także Ameryce Łacińskiej, Azji i Australii. Rozwój techniki, masowa migracja, koleje i dostęp do druku pomogły anarchistom w realizacji ich celów.

### Mutualizm

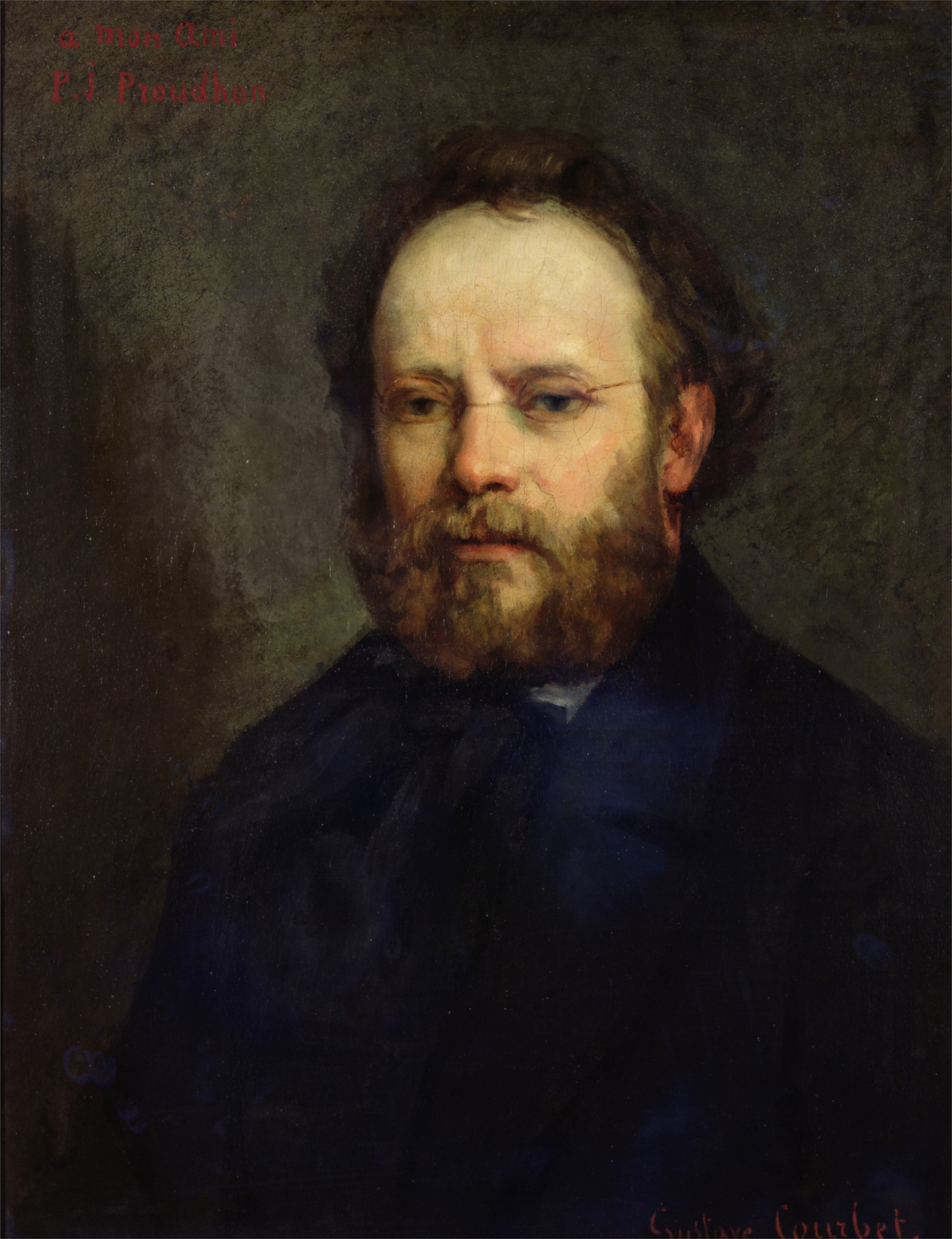
Pierre-Joseph Proudhon, najbardziej znany teoretyk mutualizmu.

Historia mutualizmu sięga XVIII w., kiedy to kształtowały się jego podstawy w angielskich i francuskich ruchach robotniczych. Następnie przyjął on anarchistyczną formę związaną z Pierre-Josephem Proudhonem. Myśl mutualistyczna miała wyraźny wpływ na indywidualistycznych anarchistów w Stanach Zjednoczonych, takich jak Benjamin Tucker i William B. Greene. Josiah Warren zaproponował podobne pomysły w 1833 po wzięciu udziału w nieudanym eksperymencie Owenite. W latach czterdziestych i pięćdziesiątych XIX wieku Charles A. Dana i William B. Greene upowszechnili prace Proudhona w Stanach Zjednoczonych. Greene dostosował mutualizm Proudhona do warunków amerykańskich i przedstawił go Benjaminowi Tuckerowi.
Mutualizm opiera się na zasadzie wzajemności, swobodnego zrzeszania się, dobrowolnych umów, federacji oraz reformy kredytowej i walutowej. Wielu zwolenników zasady wzajemności uważa, że rynek bez interwencji rządu obniża ceny do kosztów pracy, eliminując zysk, czynsz i odsetki zgodnie z laborystyczną teorią wartości. Firmy byłyby zmuszone konkurować o pracowników podnosząc płace, tak jak pracownicy konkurują o firmy.
Niektórzy postrzegają mutualizm jako znajdujący się pomiędzy anarchizmem indywidualistycznym a kolektywistycznym. W eseju Czym jest własność? Proudhon rozwija pojęcie „wolności”, równoważne z „anarchią”, która jest dialektyczną „syntezą komunizmu i własności”. Greene, pod wpływem francuskiego filozofa Pierre’a Leroux, szukał mutualizmu w syntezie trzech filozofii – komunizmu, kapitalizmu i socjalizmu. Później indywidualistyczni anarchiści używali terminu mutualizm, ale nie kładli nacisku na syntezę, podczas gdy społeczni anarchiści, tacy jak autorzy Anarchistycznego FAQ, twierdzą, że mutualizm jest podzbiorem ich tradycji filozoficznej.

### Anarchizm społeczny
Anarchizm społeczny to szeroka kategoria odłamów anarchizmu niezależna od anarchizmu indywidualistycznego. I chociaż obie podgrupy wiążą się z autonomią jednostki, to tam, gdzie indywidualistyczne formy anarchizmu akcentują jej niezależność od wspólnoty, anarchizm społeczny postrzega „wolność jednostki jako koncepcyjnie związaną z równością społeczną i kładzie nacisk na wspólnotę i wzajemną pomoc”. Anarchizm społeczny jest używany do opisania tendencji w anarchizmie, które kładą nacisk na wspólnotowe i kooperatywne aspekty teorii i praktyki. Anarchizm społeczny obejmuje (ale nie ogranicza się do) anarchizm kolektywistyczny, anarchokomunizm, anarchosyndykalizm czy ekologię społeczną.

#### Anarchizm kolektywistyczny

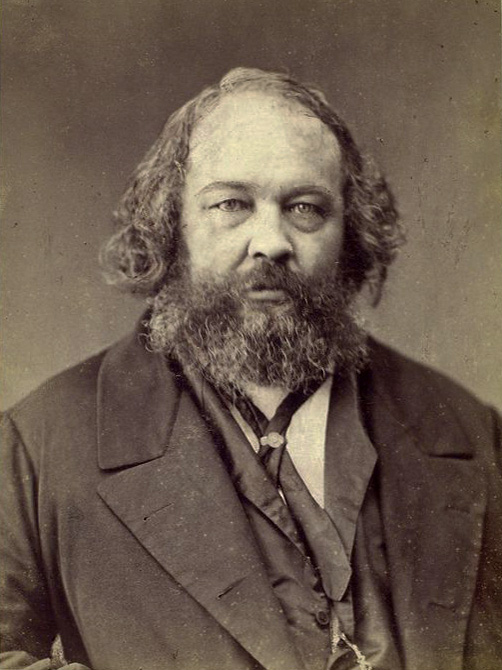
Michaił Bakunin, uznawany za głównego teoretyka anarchizmu kolektywistycznego.

Anarchizm kolektywistyczny jest rewolucyjną formą anarchizmu, najczęściej kojarzoną z Michaiłem Bakuninem, Johannem Mostem i antyautorytarną sekcją Pierwszej Międzynarodówki. W przeciwieństwie do mutualistów, kolektywistyczni anarchiści sprzeciwiają się wszelkiej prywatnej własności środków produkcji, zamiast tego opowiadają się za kolektywizacją własności. Miało to zostać zainicjowane przez małą, spójną i elitarną grupę aktami przemocy lub „propagandą czynem”, które zainspirowałyby robotników do buntu i siłowej kolektywizacji środków produkcji.
W kolektywach robotnicy otrzymywaliby wynagrodzenie za swoją pracę na podstawie ilości czasu, jaki poświęcili na produkcję, a nie ilości dystrybucji dóbr „w zależności od potrzeb”, jak ma to miejsce w teorii anarchokomunistycznej. Chociaż kolektywistyczni anarchiści opowiadali się za rekompensatą za pracę, niektórzy utrzymywali możliwość porewolucyjnego przejścia do komunistycznego systemu dystrybucji stosownie do potrzeb.  Anarchizm kolektywistyczny powstał równocześnie z marksizmem, ale przeciwstawiał się koncepcji dyktatury proletariatu obecnej w marksizmie, pomimo również dążenia do kolektywistycznego społeczeństwa bezpaństwowego.
Niektórzy kolektywistyczni anarchiści nie sprzeciwiają się używaniu waluty. Pracownicy pomocniczy otrzymywaliby wynagrodzenie na podstawie czasu, jaki poświęcili na produkcję. Te pensje byłyby wykorzystywane do zakupu towarów na rynku gminnym. Kontrastuje to z koncepcją anarchokomunistyczną, w której płace miałyby być zniesione, a jednostki swobodnie zabierałyby towary z magazynu „każdemu według jego potrzeb”. Wielu współczesnych kolektywistycznych anarchistów utrzymuje swoją formę anarchizmu jako stałego społeczeństwa, a nie jako fazy przejściowej wobec anarchokomunizmu czy gospodarki darów. Niektórzy kolektywistyczni anarchiści, tacy jak zwolennicy ekonomii partycypacyjnej, wierzą w wynagrodzenie i formę kredytu, ale nie wierzą w pieniądze czy rynki.
Chociaż kolektywistyczny anarchizm ma wiele podobieństw z jego komunistycznym odłamem, istnieje między nimi również wiele kluczowych różnic. Na przykład kolektywistyczni anarchiści uważają, że gospodarka i większość lub cała własność powinny być zbiorowo własnością społeczeństwa, podczas gdy anarchistyczni komuniści uważają, że pojęcie własności powinno zostać odrzucone przez społeczeństwo i zastąpione pojęciem użytkowania. Również kolektywistyczni anarchiści często opowiadają się za użyciem formy waluty, aby zrekompensować pracownikom ilość czasu spędzonego na wkładzie dla społeczeństwa i produkcji, podczas gdy anarchokomuniści uważają, że waluta i płace należy całkowicie znieść, a towary powinny być rozdzielane "na każdego zgodnie z jego potrzebami”.

#### Anarchizm komunistyczny

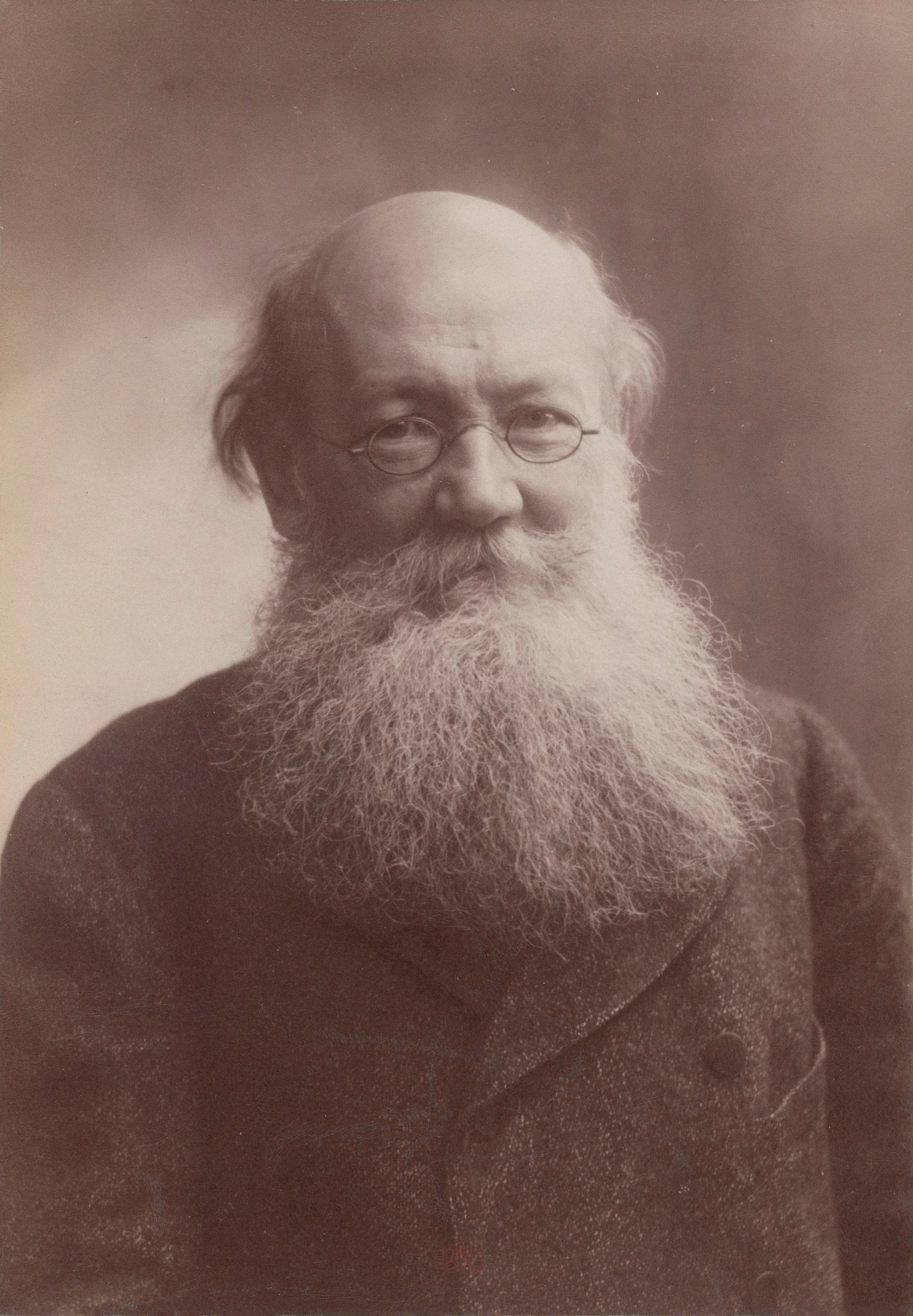
Piotr Kropotkin, najbardziej znany teoretyk anarchizmu komunistycznego.

Anarchizm komunistyczny jest odłamem anarchizmu, który opowiada się za zniesieniem państwa, rynków, pieniędzy, własności prywatnej (zachowując szacunek dla dóbr osobistych) i kapitalizmu na rzecz wspólnej własności środków produkcji, bezpośredniej demokracji i horyzontalnej sieci dobrowolnych stowarzyszeń i rad pracowniczych z produkcją i konsumpcją w oparciu o naczelną zasadę: „Od każdego według jego możliwości, każdemu według jego potrzeb”.
Zamiast indywidualnej albo grupowej własności środków produkcji ten nurt anarchizmu postuluje własność ogólnospołeczną, której użytkowaniem powinny zajmować się samorządne komuny (komunistyczne gminy działające na zasadzie demokracji bezpośredniej), w administrowaniu których wszyscy mieszkańcy mają mieć równy głos, łączące się ze sobą w federacje najpierw prowincjonalne czy regionalne, a potem krajowe i kontynentalne, a na końcu łącząc się w ogólnoświatową federację. Natomiast wszystkie jednostki powinny mieć swobodny dostęp do produktów pracy, również posiadanych wspólnie, na mocy zasady „od każdego według jego zdolności, każdemu według jego potrzeb” oraz pomocy wzajemnej (czym różni się od nurtów anarchizmu proponujących powiązanie w gospodarce ilości otrzymywanych dóbr z ilością wykonywanej pracy).
Niektóre formy anarchistycznego komunizmu, takie jak insurekcjonizm, są pod silnym wpływem egoizmu i radykalnego indywidualizmu, wierząc, że anarcho-komunizm jest najlepszym systemem społecznym do urzeczywistnienia wolności jednostki. Większość anarchokomunistów postrzega to jako sposób na pogodzenie opozycji między jednostką a społeczeństwem.
Do chwili obecnej najbardziej znanymi przykładami społeczeństw opartych na ideach anarchizmu komunistycznego (jakie istniały dotychczas i zdobyły ogólnoświatową uwagę oraz znalazły się kanonie historycznym) były terytoria anarchistyczne po rewolucji rosyjskiej, Koreańskie Stowarzyszenie Ludowe w Mandżurii czy rewolucja hiszpańska.
Podczas rosyjskiej wojny domowej anarchiści, tacy jak Nestor Machno, od 1919 walczyli w ramach Rewolucyjnej Powstańczej Armii Ukrainy, aby stworzyć i bronić anarchokomunistyczego społeczeństwa na Wolnym Terytorium 1919, zanim zostali podbici przez bolszewików w 1921. W 1929 idee anarchizmu komunistycznego zaczęto stosować w Korei przez Koreańską Federację Anarchistyczną w Mandżurii (KAFM) i Koreańską Federację Anarcho-Komunistyczną (KACF), z pomocą anarchistycznego działacza Kim Chwa-china. Terytorium funkcjonowało do 1931, kiedy Cesarska Japonia zamordowała Kima i najechała z południa, podczas gdy chińscy nacjonaliści najechał z północy, w wyniku czego powstało Mandżukuo, marionetkowe państwo Cesarstwa Japonii. Dzięki wysiłkom i wpływom hiszpańskich anarchistów podczas rewolucji hiszpańskiej, począwszy od 1936, w większości Aragonii funkcjonował anarchokomunizm; również w części Andaluzji i Lewantu, a także Katalonii, zanim został zmiażdżony przez połączone siły faszystowskiego frankizm, a także Hiszpańskiej Partii Komunistycznej wspieranej przez Związek Radziecki oraz blokady gospodarcze i zbrojeniowe ze strony krajów kapitalistycznych i samej Republiki Hiszpańskiej.

Symbol często używany przez anarchosyndykalistów – najeżony czarny żbik. Jest to odniesienie do dzikiego strajku, co po angielsku określane jest wildcat strike (dosłownie "uderzenie żbika").

#### Anarchizm syndykalistyczny
Na początku XX wieku anarchosyndykalizm powstał jako odrębna szkoła myślenia w obrębie anarchizmu. Syndykalizm, bardziej skoncentrowany na ruchu robotniczym niż poprzednie formy anarchizmu, zakłada tworzenie radykalnych związków zawodowych jako potencjalną siłę rewolucyjnej zmiany społecznej, zastępując kapitalizm i państwo nowym społeczeństwem, demokratycznie samozarządzanym przez robotników. Anarchosyndykaliści dążą do zniesienia systemu płac i prywatnej własności środków produkcji, które ich zdaniem prowadzą do podziałów klasowych. Do ważnych zasad syndykalizmu należą solidarność pracownicza, akcja bezpośrednia (jak strajki generalne i okupacja miejsc pracy) oraz samorządność pracownicza.
Anarchosyndykalizm i inne gałęzie anarchizmu nie wykluczają się wzajemnie. Anarchosyndykaliści często opowiadają się za anarchizmem komunistycznym lub kolektywistycznym. Jej zwolennicy proponują organizację pracy jako środek do stworzenia podstaw niehierarchicznego społeczeństwa anarchistycznego w obecnym systemie i doprowadzenia do rewolucji społecznej. Według autorów Anarchistycznego FAQ, anarchosyndykalistyczne systemy gospodarcze często przybierają formę anarchokomunistycznego lub anarchokolektywistycznego systemu gospodarczego.
Rudolf Rocker jest uważany za czołowego teoretyka anarchosyndykalizmu. W swojej broszurze Anarchosyndykalizm z 1938, nakreślił podstawowe zasady tego nurtu anarchizmu, określając do czego dąży i dlaczego jest ważny dla przyszłości pracy. Chociaż częściej kojarzone są z walkami robotniczymi na początku XX wieku (szczególnie we Francji i Hiszpanii), wiele organizacji syndykalistycznych jest dziś aktywnych, w tym Centralna Organizacja Szwedzkich Robotników w Szwecji, Włoska Unia Pracowników we Włoszech, Krajowa Konfederacja Pracy w Hiszpanii czy w Polsce Inicjatywa Pracownicza oraz Związek Syndykalistów Polski. Wiele z tych organizacji jest zjednoczonych ponad granicami krajów poprzez członkostwo w Międzynarodowym Stowarzyszeniu Pracowników lub Czerwono-Czarnej Koordynacji.

### Anarchizm indywidualistyczny
Anarchizm indywidualistyczny to zbiór kilku tradycji myślowych w ruchu anarchistycznym, które kładą nacisk na jednostkę i jej wolę w stosunku do wszelkich zewnętrznych wyznaczników, takich jak grupy, społeczeństwo, tradycje i systemy ideologiczne.

#### Anarchizm filozoficzny
William Godwin, twórca anarchizmu filozoficznego, rozwinął to, co wielu uważa za pierwszy wyraz współczesnej myśli anarchistycznej. Według Piotra Kropotkina, Godwin był „pierwszym, który sformułował polityczne i ekonomiczne koncepcje anarchizmu, mimo że nie nadał tej nazwy ideom rozwiniętym w jego pracy”. Anarchizm filozoficzny utrzymuje, że państwo nie ma legitymacji moralnej; że nie ma indywidualnego obowiązku posłuszeństwa państwu i odwrotnie, państwo nie ma prawa kierować jednostkami. Przy czym, nurt ten nie opowiada się za rewolucją w celu wyeliminowania państwa. Według The Blackwell Dictionary of Modern Social Thought, filozoficzny anarchizm „jest szczególnym składnikiem indywidualistycznego anarchizmu”.
Filozoficzni anarchiści mogą zaakceptować istnienie państwa minimalnego jako niefortunne i zwykle tymczasowe „zło konieczne”, ale argumentują, że obywatele nie mają moralnego obowiązku posłuszeństwa państwu, gdy jego prawa są sprzeczne z indywidualną autonomią. Zgodnie z koncepcją Godwina, wymaga od jednostek, aby działały zgodnie z ich własnymi osądami i pozwalały każdej innej osobie na tę samą wolność – pojmowaną egoistycznie jak przez Maxa Stirnera, oznacza to, że „jedyny”, który naprawdę „posiada siebie” nie uznaje żadnych obowiązków wobec innych; i w granicach swoich możliwości robi to, co jest dla niego dobre. Godwin sprzeciwiał się akcji rewolucyjnej i postrzegał państwo minimalne jako obecne „zło konieczne”, które stawałoby się coraz bardziej nieistotne i bezsilne w wyniku stopniowego rozpowszechniania wiedzy. Uważał, że dyskryminacja z jakichkolwiek powodów poza zdolnościami jest niedopuszczalna.
Zamiast rzucać bomby lub chwycić za broń, by obalić państwo, filozoficzni anarchiści „pracowali nad stopniową zmianą, aby uwolnić jednostkę od tego, co uważali za uciskające prawa i społeczne ograniczenia współczesnego państwa, i pozwolić wszystkim jednostkom stać się decydującymi o sobie i tworzącymi wartość”. Sprzeciwiali się natychmiastowej likwidacji państwa za pomocą środków przemocy w obawie, że może to doprowadzić do powstania jeszcze bardziej szkodliwego i opresyjnego państwa.

#### Anarchizm egoistyczny
Anarchizm egoistyczny wywodzi się z filozofii na Maxa Stirnera, XIX-wiecznego heglowskiego filozofa, którego imię i nazwisko „pojawia się regularnie w pracach poświęconych badaniom nad historią myśli anarchistycznej, jako jednego z pierwszych i najbardziej znanych propagatorów anarchoindywidualizmu”. Filozofia Stirnera jest zwykle nazywana „egoizmem”, ponieważ mówi, że egoista odrzuca przywiązanie do „wielkiej idei, przyczyny, doktryny, systemu, wzniosłego powołania”, mówiąc, że egoista nie ma powołania politycznego, ale raczej „żyje bez względu na to, „jak dobrze lub źle może przez to żyć ludzkość”. Stirner uważał, że jedynym ograniczeniem praw jednostki jest jej możliwość uzyskania tego, czego pragnie. Sugerował przez to, że najczęściej akceptowane instytucje społeczne – w tym pojęcie państwa, własności jako prawa, praw naturalnych w ogóle i samo pojęcie społeczeństwa – były w umyśle zwykłymi „zwidami”. Stirner chciał „znieść nie tylko państwo, ale także społeczeństwo jako instytucję odpowiedzialną za swoich członków”.

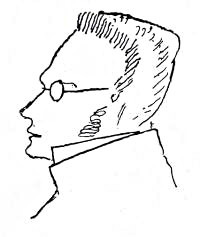
Porter Maxa Stirnera

Idea unii egoistów Stirnera została po raz pierwszy wyjaśniona w książce Jedyny i jego własność. Była ona przez autora rozumiana jako niesystematyczne stowarzyszenie przeciwne instytucji państwa. Miało polegać na relacji między egoistami, która jest nieustannie odnawiana dzięki poparciu wszystkich stron aktem woli. Unia wymaga, aby wszystkie strony uczestniczyły w świadomym egoizmie. Jeśli jedna ze stron po cichu cierpi, ale znosi to i zachowuje pozory, to Unia ulega degeneracji.
Chociaż filozofia Stirnera jest indywidualistyczna, wywarła wpływ na anarchokomunistów. Amerykański sytuacjonistyczny kolektyw For Ourselves: Council for Generalized Self-Management omawiając Stirnera mówi o „komunistycznym egoizmie”, który ma stanowić „syntezę indywidualizmu i kolektywizmu”, a „chciwość w jej najpełniejszym sensie jest jedyną możliwą podstawą komunistycznego społeczeństwa". Formy wolnościowego komunizmu, takie jak insurekcjonizm, znajdują się wyraźnie pod wpływem myśli Stirnera. Emma Goldman czy Piotr Korpotkin również korzystali z filozofii stirnerowskiej, którą włączyli do opracowanych przez siebie koncepcji.
Szkocki pisarz John Henry Mackay dowiedział się o Stirnerze podczas czytania kopii dzieła Friedricha Alberta Lange – Historia materializmu i Krytyka jego obecnym znaczeniu. Później Mackay szukał egzemplarza Jedyny i jego własność i zafascynowany dziełem napisał biografię Stirnera (Max Stirner – sein Leben und sein Werk), opublikowaną w języku niemieckim w 1898. Propagowany przez Mackaya stirnerowski egoizm, jak również obrona praw osób homoseksualnych i biseksualnych, miały wpływ na Adolfa Branda, który w 1896 wydał pierwszą na świecie gazetę homoseksualną – „Der Eigene”. Inną późniejszą niemiecką gazetą anarchistyczną, na którą Stirner wywarł głęboki wpływ, było „Der Einzige”. Ukazała się w 1919 jako tygodnik, a następnie sporadycznie do 1925. Redagowana przez parę kuzynów – Anselma Ruesta (pseud. Ernst Samuel) i Mynona (pseud. Salomo Friedlaender).
Stirnerowski egoizm stał się głównym czynnikiem wpływającym na europejski anarchizm indywidualistyczny, w tym jego głównych zwolenników na początku XX wieku, takich jak Emile Armand i Han Ryner we Francji, Renzo Novatore we Włoszech, Miguel Giménez Igualada w Hiszpanii czy w Rosji Lew Czornyj. Nawiązując do filozofii Stirnera, rozwinął się illegalizm, który był praktyką anarchistyczną, obecną głównie we Francji, Włoszech, Belgii i Szwajcarii na początku XX wieku. Illegaliści otwarcie przyjęli przestępczość jako styl życia. Niektórzy amerykańscy anarchiści indywidualistyczni, tacy jak Benjamin Tucker, porzucili stanowiska praw naturalnych i przeszli na egoistyczny anarchizm Maxa Stirnera. John Beverley Robinson napisał esej zatytułowany Egoism, w którym stwierdza, że „współczesny egoizm, głoszony przez Stirnera i Nietzschego, a wyjaśniony przez Ibsena, Shawa i innych, to wszystko, ale jest czymś więcej. Uświadomienie sobie przez jednostkę, że jest jednostką; tak daleko jak jest zaangażowana, pozostaje”. Anarchistyczna komunistka Emma Goldman była pod wpływem zarówno Stirnera, jak i Piotra Kropotkina, a także rosyjskiej odmiany indywidualistycznego anarchizmu i połączyła te filozofie razem w swoją własną, co widoczne jest w jej twórczości, jak np. w książce Anarchizm i inne eseje. Enrico Arrigoni (pseudonim: Frank Brand) był włosko-amerykańskim indywidualistycznym anarchistą, operatorem tokarski, malarzem pokojowym, murarzem, dramaturgiem i działaczem politycznym, na który wpłynęła twórczość Stirnera. Filozofia stirnerowska znalazła również zwolenników w Kolumbii – Biófilo Panclasta; oraz w Japonii – Jun Tsuji i Sakae Osugi.
W latach osiemdziesiątych XX wieku w Stanach Zjednoczonych wyłonił się odłam anarchizmu post-lewicowego, na który głęboki wpływ miał egoizm Stirnera w takich aspektach, jak krytyka ideologii.

#### Anarchizm egzystencjalny
Anarchizm egzystencjalny nie stanowi sensu stricto odłamu ideologii anarchistycznej, a jest raczej wynikiem rozwoju filozofii egzystencjalnej. Można określić go jako pogląd mówiący, że egzystencjalizm stanowi filozoficzną podstawę anarchizmu. Anarchistyczny historyk Peter Marshall twierdzi, że: „istnieje ścisły związek między naciskiem egzystencjalistów na indywidualność, wolny wybór i odpowiedzialność moralną a głównymi zasadami anarchizmu”.
Anarchizm miał proto-egzystencjalistyczny wydźwięk głównie w pismach niemieckiego anarchoindywidualisty Maxa Stirnera. W swojej książce Jedyny i jego własność (1845) opowiada się za konkretnym indywidualnym istnieniem lub egoizmem przeciwko najczęściej akceptowanym instytucjom społecznym – w tym państwu, własności jako prawu, prawom naturalnym w ogóle i samej idei społeczeństwa – które rozważa w umyśle jako duchy lub esencje. Również Friedrich Nietzsche jest jednym z pierwszych filozofów uważanych za twórcę podstaw dla ruchu egzystencjalistycznego, choć ruch ten powstał dopiero po jego śmierci, kiedy to dzieła filozofa stały się bardziej znane. Jednak za życia Nietzsche był często kojarzony z ruchami anarchistycznymi i jego filozofia okazała się wpływowa dla wielu myślicieli anarchistycznych, pomimo tego, że w swoich dziełach wyraża się negatywnie o anarchizmie. Było to wynikiem popularnego w tym okresie skojarzenia jego pomysłów z pomysłami Maxa Stirnera. Jako taki nadczłowiek Nietzschego reprezentował swobodę określania przez ludzi natury ich własnego istnienia, a także pragnienie nowego człowieka, który nie miałby być ani panem, ani niewolnikiem. Wyidealizowana jednostka Nietzschego wymyśla swoje własne wartości i tworzy warunki, na których się wyróżniają, nie biorąc pod uwagę Boga, państwa ani społecznych zachowań stadnych. To właśnie te rzeczy przyciągnęły Nietzschego zarówno do anarchistów, jak i egzystencjalistów, pokazując wyraźną podobieństwo między nimi.
W pierwszej i drugiej dekadzie XX wieku wielu filozofów i pisarzy zgłębiało egzystencjalistyczne tematy. Przed drugą wojną światową, kiedy egzystencjalizm nie był jeszcze znany, Franz Kafka i Martin Buber byli tymi myślicielami, którzy również uważali się za anarchistów. Obaj są dziś czasami postrzegani jako żydowscy egzystencjaliści, a także żydowscy anarchiści.
Po II wojnie światowej egzystencjalizm stał się znanym i znaczącym ruchem filozoficznym i kulturalnym, który w tym czasie niewątpliwie wpłynął na wielu anarchistów. Stało się to głównie poprzez publiczne wyróżnienie dwóch francuskich pisarzy, Jean-Paula Sartre’a i Alberta Camusa, którzy pisali najlepiej sprzedające się powieści, sztuki i szeroko czytane dziennikarstwo oraz teksty teoretyczne.

#### Illegalizm
Illegalizm – nurt myśli anarchistycznej wyrosły na gruncie anarchoindywidualizmu na początku XX wieku w krajach Europy Zachodniej. Stanowił rozwinięcie kierunku głoszącego tzw. propagandy czynu i postulował całkowitą wolność jednostki, wyzwolenie ze wszystkich zasad społecznych, w tym obowiązującego prawa. W odróżnieniu jednak od wcześniejszych koncepcji anarchistycznych, jakie nakazywały łamanie prawa w imię idei (np. poprzez dokonywanie zamachów), illegalizm dopuszczał popełnianie przestępstw w imię prywatnych dążeń, niemających szerszych podstaw ideologicznych.

## Nurty postklasyczne
Po zakończeniu rewolucji hiszpańskiej i II wojny światowej ruch anarchistyczny był „cieniem” dawnego siebie, jak określił to anarchistyczny historyk George Woodcock. W swojej książce Anarchism: A History of Libertarian Ideas and Movements, opublikowanej w 1962, Woodcock napisał, że po 1936 był to „cień, który nie wzbudza ani strachu wśród rządów, ani nadziei wśród ludzi, ani nawet zainteresowania dziennikarzy”.
Kapitalizm rozwijał się w okresie powojennym, pomimo przewidywań badaczy marksistowskich, którzy przewidywali jego upadek w wyniku własnych sprzeczności. Zaskakujący wzrost zainteresowania anarchizmem nastąpił w latach sześćdziesiątych. Uważano, że przyczyną tego była stopniowa demistyfikacja Związku Radzieckiego i napięcia w punkcie kulminacyjnym zimnej wojny. Nowa Lewica, która powstała po 1950 była wolnościowo socjalistycznym ruchem zbliżonym w wielu elementach do idei anarchistycznych. Znani myśliciele, tacy jak Herbert Marcuse czy Charles Wright Mills, byli krytyczni wobec Stanów Zjednoczonych, jak i sowieckiego marksizmu.

### Anarchizm feministyczny
Anarchizm feministyczny stanowi syntezę feminizmu oraz anarchizmu, który postrzega patriarchat (męską dominację nad kobietami) jako fundamentalną manifestację mimowolnej hierarchii, której anarchizm się sprzeciwia. Odłam ten został zainspirowany pod koniec XIX wieku pismami wczesnych anarchistek feministycznych, takich jak Lucy Parsons, Emma Goldman i Voltairine de Cleyre. Anarchofeminizm, podobnie jak w przypadku innych odłamów radykalnego feminizmu, krytykuje i opowiadaja się za zniesieniem tradycyjnych koncepcji rodziny, edukacji i ról płciowych. Anarchizm feministyczny jest szczególnie krytyczny wobec koncepcji małżeństwa. Voltairine de Cleyre twierdziła, że instytucja małżeństwa stłumiła indywidualny rozwój. Emma Goldman argumentowała, że małżeństwo jest układem czysto ekonomicznym, pisała „Polisę ubezpieczeniową spłaca się pieniędzmi i w każdej chwili można zrezygnować z dalszych wpłat. Jeśli jednak pakietem ubezpieczeniowym kobiety jest egzystencja jej męża, to żona zmuszona jest płacić swoim dobrym imieniem, prywatnością, szacunkiem do siebie i całym swoim życiem – „dopóki śmierć ich nie rozłączy"". Anarchofeminizm opowiada się również za niehierarchicznymi strukturami rodzinnymi i edukacyjnymi oraz odegrał znaczącą rolę w tworzeniu Nowoczesnej Szkoły w Nowym Jorku, opartej na ideach Francisco Ferrer.

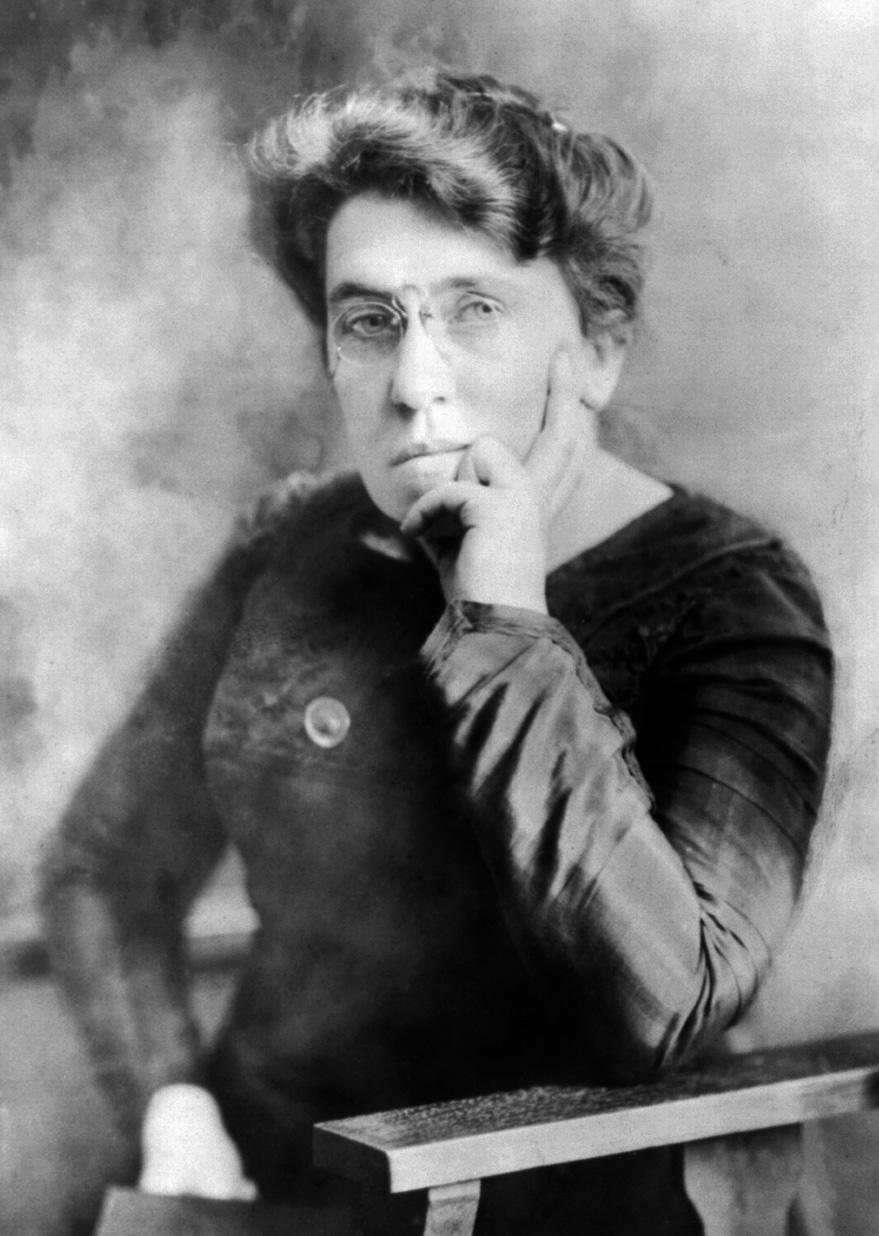
Emma Goldman, jedna z ważniejszych postaci anarchizmu feministycznego.

Ze strony przedstawicieli i przedstawicielem tego nurtu często pada krytyka niektórych tradycyjych anarchistów, takich jak np. Michaił Bakunin, który uważał, że patriarchat stanowi mało znaczący problem i jest zależny wyłącznie od istnienia państwa oraz kapitalizmu i zniknie wkrótce po zniesieniu tych instytucji. Natomiast feminizm anarchistyczny postrzega patriarchat jako fundamentalny problem w społeczeństwie i uznaje feministyczną walkę z seksizmem i patriarchatem jako istotnym składnik anarchistycznej walki z państwem i kapitalizmem. Jak to ujęła Susan Brown, „ponieważ anarchizm jest filozofią polityczną, która sprzeciwia się wszelkim relacjom władzy, jest z natury feministyczny”.

### Anarchizm pacyfistyczny
Anarchizm pacyfistyczny całkowicie odrzuca użycie przemocy w jakiejkolwiek formie i w jakimkolwiek celu. Za prekursora tego odłamu uznaje się Henry’ego Davida Thoreau, który poprzez swój esej O obywatelskim nieposłuszeństwie (ang. On the Duty of Civil Disobedience) wywarł wpływ na takich myślicieli pacyfistycznych jak Lew Tołstoj czy Mahatma Gandhi.  Jako ruch globalny, anarchistyczny pacyfizm pojawił się na krótko przed II wojną światową w Holandii, Wielkiej Brytanii i Stanach Zjednoczonych i był silnie obecny w późniejszych kampaniach na rzecz rozbrojenia nuklearnego.
Przemoc zawsze stanowiła kontrowersyjny temat w anarchizmie. Podczas gdy wielu anarchistów w XIX wieku przyjęło propagandę czynu, Lew Tołstoj i inni anarchopacyfiści bezpośrednio sprzeciwiali się przemocy jako sposobowi na dokonanie zmiany. Rosyjski pisarz argumentował, że anarchizm musi być pokojowy, ponieważ jest z definicji sprzeciwem wobec przymusu i siły, a ponieważ państwo jest z natury brutalne, wyrazisty pacyfizm musi być również anarchistyczny. Jego filozofia została wymieniona jako główna inspiracja przez Mahatmy Gandhiego, indyjskiego przywódcy niepodległościowego i pacyfisty, który sam określił się jako anarchista. Ferdinand Domela Nieuwenhuis odegrał również kluczową rolę w ustanowieniu pacyfistycznego trendu w ruchu anarchistycznym. We Francji w grudniu 1902 założona została Ligue antimilitariste, której tówrcami byli francuscy anarchiści: Georges Yvetot, Henri Beylie, Paraf-Javal, Albert Libertad i Émile Janvion. Ligue antimilitariste było francuską sekcją Association Internationale antimilitariste (AIA; pol. Międzynarodowe Stowarzyszenie Antymilitarystyczne), założonego w Amsterdamie w 1904.

### Anarchizm religijny
Anarchizm religijny jest zbiorem pokrewnych ideologii inspirowanych naukami (zorganizowanych) różnych religii, choć anarchizm tradycyjnie był sceptycznie nastawiony do zorganizowanej religii i sprzeciwiał się jej. Jako inspiracja do wyodrębnienia się tego odłamu anarchizmu posłużyło wiele religii, jednak najbardziej widoczną jest chrześcijaństwo. Przedstawiciele tego odłamu wierzą, że nauki biblijne dają wiarę filozofii anarchistycznej. Wśród niechrześcijańskich form anarchizmu religijnego należy wymienić buddyjski, żydowski, neopogański czy islamski. Neopogaństwo skupia się na świętości środowiska i równości oraz często ma charakter zdecentralizowany.

#### Chrześcijański anarchizm
Chrześcijański anarchizm jest formą anarchizmu religijnego, który stara się połączyć anarchizm z chrześcijaństwem. Według tego odłamu idee anarchizmu znajdują oparcie w naukach Jezusa Chrystusa. Przedstawiciele tego nurtu często odwołują się do organizacji wczesnych wspólnot chrześcijańskich, które są opisywane niekiedy jako posiadające cechy anarchizmu komunistycznego. Chrześcijańscy anarchiści, tacy jak Lew Tołstoj i Ammon Hennacy uważają, że nauki Pawła z Tarsu spowodowały odejście od wcześniejszych, bardziej egalitarnych i antyautorytarnych nauk Jezusa.
Poza wyżej wymienionymi, do znanych przedstawicieli tego odłamu anarchizmu należą m.in. Peter Maurin, Dorothy Day, Jacques Ellul, Ivan Illich czy Utah Phillips.

### Anarchizm bezprzymiotnikowy

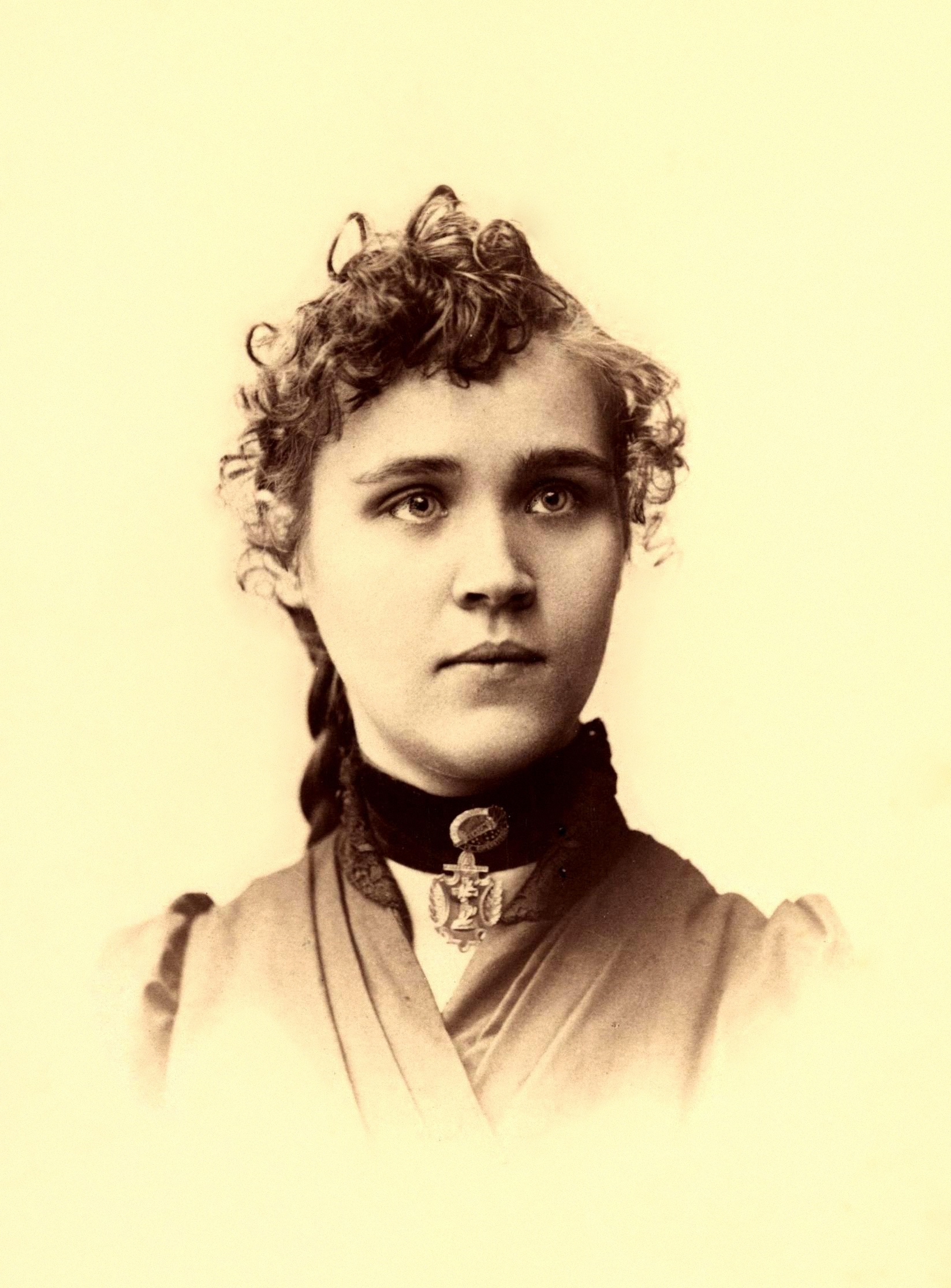
Voltairine de Cleyre, jedna z bardziej znanych przedstawicielek anarchizmu bezprzymiotnikowego.

Według historyka George’a Richarda Esenweina, anarchizm bezprzymiotnikowy „odnosił się do anarchizmu bez wyrazów, czyli doktryny bez żadnych określeń takich jak komunista, kolektywista, mutualista czy indywidualista. Dla innych […] było po prostu rozumiane jako postawa, która tolerowała współistnienie różnych szkół anarchistycznych”. Anarchizm bezprzymiotnikowy kładzie nacisk na harmonię między różnymi frakcjami anarchistów i próbuje je zjednoczyć wokół wspólnych antyautorytarnych przekonań. Wyrażenie zostało wymyślone przez urodzonego na Kubie Fernando Tarrida del Mármola, który użył go w Barcelonie w listopadzie 1889 jako wezwanie do tolerancji, po zaniepokojeniu „gorzkimi debatami” między kilkoma ruchami. Rudolf Rocker powiedział, że różne typy anarchizmu przedstawiają „tylko różne metody ekonomii, których praktyczne możliwości nie zostały jeszcze przetestowane, a pierwszym celem jest zapewnienie ludziom wolności osobistej i społecznej, bez względu na którą z postaw ekonomicznych ma to zostać osiągnięte”.
Voltairine de Cleyre określała siebie jako anarchistkę bez konkretnej afiliacji. Początkowo identyfikowała się z nurtem anarchizmu indywidualistycznego, później zwracając się w stronę jego bardziej kolektywistycznych odłamów, odmawiając jednocześnie utożsamiania się z którąkolwiek ze współczesnych jej nurtów („Najlepszą rzeczą, jaką mogli zrobić zwykli robotnicy lub robotnice, było zorganizowanie swojego przemysłu, aby całkowicie pozbyć się pieniędzy... Niech razem produkują kooperacji, aniżeli jako pracodawca i zatrudnieni; niech bratają się grupa po grupie, niech każdy zużyje to czego potrzebuje z własnego produktu, a resztę zdeponuje w magazynach, a tym, którzy potrzebują, niech mają je w razie potrzeby”). Skomentowała, że „zarówno socjalizm, jak i komunizm wymagają pewnego stopnia wspólnego wysiłku i administracji, które stworzyłyby więcej regulacji, niż jest to w pełni zgodne z idealnym anarchizmem; Indywidualizm i mutualizm, opierając się na własności, obejmują rozwój prywatnego policjanta, który nie jest w ogóle zgodny z moim pojęciem wolności”, chociaż powstrzymała się przed potępieniem tych tendencji jako nieanarchistycznych („Nie ma nic nieanarchistycznego w żadnym z [tych systemów], dopóki nie pojawi się element przymusu i nie zmusi osób niechętnych do pozostania w społeczności, wobec której nie wyraża zgody”).
Errico Malatesta był kolejnym orędownikiem anarchizmu bezprzymiotnikowego, stwierdzając, że „nie jest właściwe, abyśmy, delikatnie mówiąc, wdawali się w spory o zwykłe hipotezy”.

#### Anarchizm syntezy
Anarchizm syntezy jest formą organizowania się, która zakłada współpracę anarchistów różnych odłamów na zasadach anarchizmu bezprzymiotnikowego. Jego celem jest doprowadzenie do współdziałania anarchistów głównych nurtów, a mianowicie anarchizmu indywidualistycznego, anarchizmu komunistycznego i mutualizmu. W latach dwudziestych XX wieku ta forma organizacji znalazła uznanie m.in. u takich działaczy anarchistycznych jak Wolin czy Sébastien Faure. Współcześnie jest to główna zasada stojąca za anarchistycznymi federacjami zgrupowanymi wokół ogólnoświatowej Międzynarodówki Anarchistycznych Federacji.

### Platformizm
Platformizm jest tendencją organizacyjną w szerszym ruchu anarchistycznym, która swoje teoretyczne korzenie posiada w tekście Platforma organizacyjna wolnościowego komunizmu, który został opublikowany w 1926 przez grupę Dieło Truda. Dokument powstał na podstawie doświadczeń rosyjskich anarchistów z rewolucji październikowej 1917, która ostatecznie doprowadziła do zwycięstwa bolszewików nad anarchistami i innymi grupami o podobnym światopoglądzie. Platforma próbowała wyjaśnić i rozwiązać problemy w ruchu anarchistycznym, które miały miejsce w czasie rewolucji rosyjskiej. Jako kontrowersyjna broszura dokument wzbudził zarówno pochwały, jak i krytykę ze strony anarchistów na całym świecie. Obecnie platformizm jest ważnym nurtem międzynarodowego anarchizmu. Około trzydzieści organizacji (w tym organizacje z Afryki, Europy, Ameryki Łacińskiej i Ameryce Północnej) platformistycznych i especifismo jest ze sobą powiązanych w ramach projektu Anarkismo.

### Zielony anarchizm
Zielony anarchizm to szkoła myślenia w obrębie anarchizmu, która kładzie nacisk na kwestie środowiskowe. Ważnym wczesnym wpływem była myśl amerykańskiego myśliciela Henry’ego Davida Thoreau i jego książki Walden, a także Lwa Tołstoja i Elisee Reclus. Pod koniec XIX wieku pojawił się anarchonaturyzm, będący fuzją anarchizmu i filozofii naturystów w indywidualistycznych kręgach anarchistycznych we Francji, Hiszpanii i Portugalii.
Ważne współczesne prądy zielonego anarchizmu stanowią anarchoprymitywizm i ekologia społeczna. Znani współcześni pisarze opowiadający się za zielonym anarchizmem to Murray Bookchin, Daniel Chodorkoff, antropolog Brian Morris i ludzie z Instytutu Ekologii Społecznej; oraz krytycy technologii, tacy jak Layla AbdelRahim, Derrick Jensen, George Draffan i John Zerzan; i inni, jak Alan Carter.
Ekolodzy społeczni, również uważani za swego rodzaju socjalnych anarchistów, często krytykują główne nurty anarchizmu za to, że skupiają się na polityce i ekonomii, zamiast na ekosystemie (człowieku i środowisku). Teoria ta promuje wolnościowy komunalizm i zieloną technologię. Anarchoprymitywiści natomiast często krytykują główny nurt anarchizmu za wspieranie cywilizacji i nowoczesnej technologii, które ich zdaniem są z natury oparte na dominacji i wyzysku. Zamiast tego opowiadają się za procesem powrotu do dzikiego stanu lub ponownego połączenia ze środowiskiem naturalnym. Weganarchizm to polityczna filozofia weganizmu (a dokładniej wyzwolenie zwierząt) i zielonego anarchizmu. Postrzega ona państwo jako niepotrzebne i szkodliwe zarówno dla ludzi, jak i zwierząt.

#### Anarchoprymitywizm
Anarchoprymitywizm to anarchistyczna krytyka pochodzenia i postępu cywilizacji. Według niej, przejście ludzi od społeczeństwa zbieracko-łowieckiego do rolniczych środków utrzymania doprowadziło do rozwarstwienia społecznego, przymusu i alienacji. Anarchoprymitywiści opowiadają się za powrotem do niecywilizowanego stylu życia poprzez dezindustrializację, zniesienie podziału pracy lub specjalizacji oraz porzucenie technologii organizacji na dużą skalę. W USA duży wpływ na rozwój tego odłamu anarchizmu miała książka Against His-Story, Against Leviathan!, której autorem był Fredy Perlman. Poglądy zawarte w tej publikacji stanowiły inspirację m.in. dla Johna Zerzana.
Prymitywiści utrzymują, że wraz z pojawieniem się rolnictwa rosnące masy ludzkości stawały się coraz bardziej zależne od technologii („technoaddiction”) i abstrakcyjnych struktur władzy wynikających z podziału pracy i hierarchii. Prymitywiści nie są zgodni co do tego, jaki stopień ogrodnictwa może być obecny w społeczeństwie anarchistycznym, przy czym niektórzy twierdzą, że permakultura może odegrać rolę, a inni opowiadają się za utrzymaniem wyłącznie przez łowców i zbieraczy.
Prymitywizm w dużej mierze czerpał z antropologii kulturowej i archeologii. Od lat sześćdziesiątych XX wieku społeczeństwa uważane niegdyś za „ barbarzyńskie” zostały ponownie ocenione przez naukowców, z których niektórzy obecnie uważają, że pierwsi ludzie żyli we względnym pokoju i dobrobycie w tak zwanym „pierwotnie zamożnym społeczeństwie”. Frank Hole, specjalista od wczesnego rolnictwa, i Kent Flannery, specjalista od cywilizacji mezoamerykańskiej, zauważyli, że „żadna grupa na ziemi nie ma więcej wolnego czasu niż myśliwi i zbieracze, którzy spędzają go głównie na grach, rozmowach i relaksie”. Jared Diamond, w swoim artykule The Worst Mistake in the History of the Human Race (pol. Najgorszy błąd w historii rasy ludzkiej) stwierdził, że łowcy-zbieracze praktykują najbardziej udany i najdłużej trwający styl życia w historii ludzkości, w przeciwieństwie do rolnictwa, które opisał jako „bałagan". Opierając się na dowodach, że oczekiwana długość życia zmniejszyła się wraz z przyjęciem rolnictwa, antropolog Mark Nathan Cohen wezwał do zrewidowania tradycyjnego poglądu, że cywilizacja oznacza postęp w dobrobycie człowieka.

#### Anarchonaturyzm
Anarchonaturyzm pojawił się pod koniec XIX wieku jako połączenie filozofii anarchistycznej i naturystycznej. Głównie miało to znaczenie w indywidualistycznych kręgach anarchistycznych w Hiszpanii, Francji, Portugalii i na Kubie.
Ten odłam anarchizmu opowiadał się za wegetarianizmem, wolną miłością, nudyzmem, wędrówkami i ekologicznym spojrzeniem na świat w grupach anarchistycznych i poza nimi. Anarchonaturyzm promował ekologiczny światopogląd, małe ekowioski i przede wszystkim nudyzm jako sposób na uniknięcie sztuczności nowoczesnego społeczeństwa przemysłowego. Naturystyczni indywidualistyczni anarchiści widzieli jednostkę w jej biologicznych, fizycznych i psychologicznych aspektach i próbowali wyeliminować społeczne uwarunkowania.

#### Ekologia społeczna
Ekologia społeczna to filozofia opracowana przez Murraya Bookchina w latach sześćdziesiątych XX w., która utrzymuje, że obecne problemy ekologiczne są zakorzenione głęboko w problemach społecznych, szczególnie w dominujących hierarchicznych systemach politycznych i społecznych. Ludzkość, zgodnie z tą teorią, jest najnowszym osiągnięciem w długiej historii organicznego rozwoju na Ziemi. Ekologia społeczna proponuje zasady etyczne, które mają zastąpić skłonność społeczeństwa do hierarchii i dominacji, na rzecz demokracji i wolności. Bookchin poruszał w swoich dziełach kwestię skutków urbanizacji i życia ludzkiego na początku lat sześćdziesiątych, kiedy działał w ruchach na rzecz praw obywatelskich. Zaczął następnie poszukiwać związku między kwestiami ekologicznymi i społecznymi, czego punktem kulminacyjnym była jego najbardziej znana książka The Ecology of Freedom, którą pisał przez ponad dekadę. Jego argument, że ludzka dominacja i destrukcja przyrody wynika ze społecznej dominacji między ludźmi, był przełomem w rozwijającej się wówczas dziedzinie ekologii. Twierdził, że życie rozwija się z samoorganizacji i ewolucyjnej współpracy (symbioza). Często poruszał tematykę społeczeństw przedpiśmiennych, zorganizowanych wokół wzajemnych potrzeb, ale ostatecznie opanowanych przez instytucje hierarchii i dominacji, takie jak państwa-miasta i gospodarki kapitalistyczne, które przypisywał wyłącznie społeczeństwom ludzkim, a nie wspólnotom zwierząt. Jego propozycją było stworzenie konfederacji między społecznościami ludzkimi w ramach demokracji, a nie logistyki administracyjnej.
Prace Bookchina, poczynając od anarchistycznych pism na ten temat w latach 60., nieustannie ewoluowały. Pod koniec lat 90. w coraz większym stopniu integrował zasadę komunalizmu z aspiracjami bardziej skłonnymi do zinstytucjonalizowanej demokracji miejskiej, co dystansowało go od pewnych ewolucji anarchizmu. Twórczość Bookchina czerpie inspirację z anarchizmu (głównie Piotra Kropotkina) i komunizmu (w tym pism Karola Marksa i Fryderyka Engelsa). Ekologia społeczna odrzuca teorie ekologii neomaltuzjańskiej, która wymazuje stosunki społeczne, zastępując je „siłami natury”, ale także ekologii technokratycznej, która uważa, że postęp środowiskowy musi opierać się na przełomach technologicznych i że państwo będzie odgrywać integralną rolę w tym rozwoju technologicznym. Według Bookchina te dwa nurty odpolityczniają ekologię i mitologizują przeszłość i przyszłość.

#### Anarchizm wegański
Anarchoweganizm znany również jako veganarchizm albo anarchizm wegański, jest filozofią polityki weganizmu (dokładniej wyzwolenia i ochrony praw zwierząt) i anarchizmu, stwarzając połączoną praktykę wyzwolenia ludzi i zwierząt. Posiada w sobie również ekologiczne elementy zielonego anarchizmu.
Według anarchowegan szowinizm gatunkowy (gatunkizm) jest formą dyskryminacji taką jak rasizm czy seksizm. Z tego powodu poświęcają się walce z maltretowaniem zwierząt, cierpieniem i wykorzystywaniem żywych istot oraz dążą do sytuacji, w której człowiek przestanie wykorzystywać zwierzęta do swoich prywatnych celów (konsumpcja, polowania, naukowe eksperymenty, działalność zarobkowa, rozrywka, zastosowanie w odzieży i obuwiu), odnosząc się do nich z szacunkiem.

## Nurty współczesne
Anarchizm generuje wiele eklektycznych i synkretycznych filozofii oraz ruchów. Od czasu odrodzenia w połowie XX wieku powstał szereg nowych ruchów i szkół. Antropolog David Graeber postulował zerwanie między pokoleniami anarchizmu, przy czym ci, którzy „często wciąż nie otrząsnęli się z sekciarskich nawyków ubiegłego wieku” kontrastują z młodszymi aktywistami, którzy są „znacznie lepiej poinformowani, między innymi w sprawach rdzennych ludności, feministycznych, ekologii i krytyce wobec kultury" i którzy na początku XXI wieku stanowili "zdecydowaną większość" anarchistów i anarchistek.
Antykapitalistyczna tradycja klasycznego anarchizmu pozostaje znaczącym elementem w post-klasycznych i współczesnych nurtach. Anarchiści angażują się przeciwko wszelkim formom przymusu władzy, a mianowicie „wszystkim scentralizowanym i hierarchicznym formom rządów (monarchia, demokracja przedstawicielska, socjalizm państwowy itp.), systemom klas ekonomicznych (kapitalizm, bolszewizm, feudalizm, niewolnictwo itd.), religiom autokratycznym (fundamentalistyczny islam, katolicyzm itp.), patriarchatowi, heteroseksizmowi, supremacji białych czy imperializmowi”. Natomiast różnie nurty anarchizmu opowiadają się za odmiennymi metodami przeciwstawiania się tym formom.
Dla angielskiego anarchisty Simona Critchleya „współczesny anarchizm może być postrzegany jako potężna krytyka pseudolibertarianizmu współczesnego neoliberalizmu. Można powiedzieć, że współczesny anarchizm dotyczy odpowiedzialności, czy to seksualnej, ekologicznej czy społeczno-ekonomicznej; wypływa z doświadczenia sumienia na temat różnorodnych sposobów, w jakie Zachód plądruje resztę; jest to oburzenie etyczne wobec ziejących nierówności, zubożenia i pozbawienia praw wyborczych, które są tak uchwytne lokalnie i globalnie”. Mogło to być również motywowane „upadkiem realnego socjalizmu i kapitulacją socjaldemokracji przed neoliberalizmem”.

### Insurekcjonizm
Insurekcjonizm jest rewolucjonistyczną teorią, praktyką i tendencją w ruchu anarchistycznym, która kładzie nacisk na kwestię walki powstańczej w ramach praktyki anarchistycznej. Sprzeciwia się formalnym organizacjom, takim jak związki zawodowe i federacje, które opierają się na programie politycznym i cyklicznych kongresach. Zamiast tego insurekcjoniści wspierają nieformalne organizacje i małe grupy opierające się na wspólnocie interesów. Insurekcjonizm przywiązuje wagę do ataku, permanentnego konfliktu klasowego i odmowy negocjacji lub kompromisu z wrogami klasowymi.
Współczesny insurekcjonizm dziedziczy poglądy i taktykę antyorganizacyjnego anarchizmu komunistycznego oraz i illegalizmu. Do istotnych teoretyków w ramach tego nurtu należą Alfredo M. Bonanno i Wolfi Landstreicher.

### Anarchotranshumanizm
Anarchotranshumanizm jest syntezą idei anarchistycznych z transhumanizmem, który dotyczy odpowiednio zarówno wolności społecznej, jak i fizycznej. Odłam ten definiuje wolność jako rozszerzenie własnej zdolności do doświadczania otaczającego świata.
Filozofia w znacznym stopniu czerpie z anarchoindywidualizmu Williama Godwina i Voltairine de Cleyre, jak również cyberfeminizmu przedstawionego przez Donnę Haraway w eseju Manifest cyborgów. Zajmuje się kwestiami dotyczącymi integralności cielesnej, niepełnosprawności, płci, neuroróżnorodność, teorii queer, nauki i seksualności.
Krytyka anarchotranshumanistyczna zasadza się na spojrzeniu na zjawiska takie jak ableizm, prymitywizm czy cis-heteroseksualna, patriarchalna norma przez pryzmat anarchistyczny i transhumanistyczny zarazem. Anarchotranshumaniści również krytykują nieanarchistyczne formy transhumanizmu, takie jak transhumanizm demokratyczny i transhumanizm libertariański, jako niespójne i nie do przetrwania ze względu na zachowanie kapitalizmu i państwa. Postrzegają takie narzędzia władzy jako z natury nieetyczne i niezgodne ze zwiększeniem społecznej i materialnej wolności wszystkich jednostek.

### Postanarchizm
Termin „postanarchizm” został ukuty przez filozofa anarchizmu postlewicowego Hakima Beya w jego eseju Postanarchism Anarchy z 1987. Bey argumentował, że anarchizm stał się „wyspiarski” i sekciarski, myląc różne anarchistyczne szkoły myślenia z prawdziwym doświadczeniem przeżywanej anarchii. W 1994 Todd May zainicjował to, co nazwał „poststrukturalistycznym anarchizmem”, opowiadając się za teorią opartą na poststrukturalistycznym rozumieniu władzy, szczególnie poprzez prace Michela Foucaulta i Emmy Goldman, przyjmując podejście anarchistyczne do etyki.
Różne ujęcia i nieprecyzyjność tego terminu ilustrują ogólne odrzucenie dogmatów i złożonej historii anarchizmu. Jednak niektóre szczegóły przedstawione przez Saula Newmana sugerują pewną spójność. W swojej książce Postanarchism z 2015 definiuje on postanarchizm jako „anarchizm rozumiany nie jako pewien zestaw układów społecznych, czy nawet jako konkretny projekt rewolucyjny, ale raczej jako wrażliwość, pewien etos lub sposób życia i widzenie świata, który jest napędzany świadomością wolności, którą się już posiada”.
Ruth Kinna w swojej recenzji książki Newmana napisała, że „anarchizm [w dużej mierze został zdefiniowany] jako program działania, idea rewolucji społecznej i koncepcja społeczeństwa bezpaństwowego, podczas gdy postanarchizm [Newmana] jest związany z autonomicznymi sposobami myślenia i działania i wyrzeczeniu się rewolucji”.
Proponowany przez Saula Newmana „anarchizm lacanowski” w bardziej widoczny sposób wykorzystuje prace Jacques’a Lacana i Maxa Stirnera. Newman krytykuje klasycznych anarchistów, takich jak Michaił Bakunin i Piotr Kropotkin, za przyjęcie obiektywnej „natury ludzkiej” i naturalnego porządku; argumentuje, że według takiego podejścia ludzie są w naturalny sposób usatysfakcjonowani, a jedyne ograniczenia im stawiane są wymuszane przez estabilishment. Dla Newmana stanowi to manichejski światopogląd, który przedstawia odwrócenie Lewiatana Thomasa Hobbesa, w którym „dobre” państwo jest podporządkowany przez „złym” ludziom. Jak zauważa Rafał Majka: „Postanarchizm, jako próba odczytania na nowo klasycznego anarchizmu w świetle osiągnięć współczesnej teorii radykalnej, zakwestionował z poststrukturalistycznej perspektywy aprioryczne założenia anarchizmu: (1) władzę jako opresyjną esencję, którą można obalić z „nieskażonego” miejsca spoza niej (takiego, jak np. ludzka moralność); oraz (2) humanistyczny naturalizm, według którego istnieje uniwersalna, wrodzona „esencja ludzka”, jak moralność, dobroć czy rozum, które, „nieskażone”, „nieskorumpowane”, mogą stanowić fundamenty nowego, „lepszego świata””.
Lewis Call próbował rozwinąć teorię postanarchistyczną poprzez prace Friedricha Nietzschego, odrzucając kartezjańską koncepcję „podmiotu”. Stąd możliwa jest radykalna forma anarchizmu: anarchizm stawania się. Taki anarchizm nie ma ostatecznego celu ani nie wpływa na „bycie”; nie jest to ostateczny stan rozwoju ani statyczna forma społeczeństwa, ale raczej staje się trwały, jako środek bez celu. Ową koncepcję poruszył również włoski autonomista Giorgio Agamben. Pod tym względem jest ona podobna do poglądu na „złożone systemy” wyłaniającego się społeczeństwa, znanego jako panarchia. Call krytykuje liberalne pojmowanie języka, świadomości i racjonalności z anarchistycznej perspektywy, argumentując, że są one nieodłączną częścią ekonomicznej i politycznej władzy w kapitalistycznej organizacji państwa.
Poza wyżej wymienionymi, do przedstawicieli nurtu postanarchizmu można zaliczyć m.in. Ashanti Alstona, Jesse Cohna, Sama Mbaha czy Shawna Wilbura.

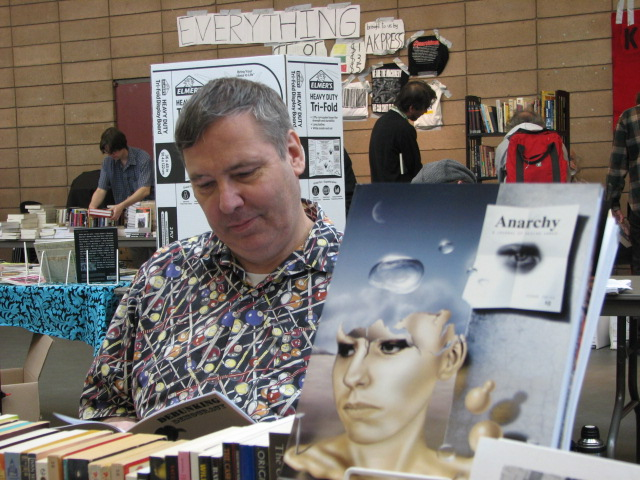
Bob Black, jeden z bardziej znanych teoretyków anarchizmu postlewicowego.

### Anarchizm postlewicowy
Anarchizm postlewicowy promuje krytykę stosunku anarchizmu do tradycyjnej lewicy. Niektórzy postlewicowcy próbują wyrwać się z ograniczeń ideologii w ogóle, prezentując również krytykę organizacji i moralności. Pod wpływem twórczości Maxa Stirnera i Międzynarodówki Sytuacjonistycznej, anarchizm postlewicowy odznacza się szczególnym uwzględnieniem społecznego buntu i odrzucenia lewicowej organizacji społecznej.
Postlewicowcy argumentują, że lewica, nawet rewolucyjna, jest anachroniczna i niezdolna do tworzenia zmian. Twierdzą, że anarchizm postlewicowy oferuje krytykę radykalnych strategii i taktyk, które uważa za przestarzałe: demonstracje, walkę klasową, skupienie się na tradycji i niemożność ucieczki z ograniczeń historii. Na przykład książka Anarchy in the Age of Dinosaurs krytykuje tradycyjne lewicowe idee i klasyczny anarchizm, nawołując jednocześnie do odmłodzenia ruchu anarchistycznego. Natomiast w eseju autorstwa kolektywu CrimethInc. Wasza polityka jest nudna jak cholera można znaleźć wyraźną krytykę współczesnego ruchu lewicowego:

Dlaczego uciskany proletariat nie otworzył oczu i nie dołączył do waszej walki o wyzwolenie ludzkości? [...] Wiedzą, że wasz przestarzały styl protestu – wasze marsze, trzymane w rękach transparenty, zgromadzenia – są obecnie bezsilne w wywołaniu rzeczywistej zmiany, bo stały się tak przewidywalną częścią statusu quo. Wiedzą, że twój post-marksistowski żargon jest odpychający bo rzeczywiście jest językiem jedynie akademickiej dysputy, nie bronią zdolna do podkopania systemów kontroli.

Takie czasopisma jak „Anarchy: A Journal of Desire Armed”, „Green Anarchy” czy „Fifth Estate” były zaangażowane w rozwój anarchizmu postlewicowego. Pisarki i pisarze związani z tym nurtem to m.in.: Hakim Bey, Bob Black, John Zerzan, Jason McQuinn, Fredy Perlman, Lawrence Jarach czy Wolfi Landstreicher. Współczesna sieć kolektywów CrimethInc. reprezentuje poglądy anarchizmu postlewicowego.

### Anarchizm queerowy
Anarchizm queerowy łączy w sobie teorię anarchistyczną oraz dążenie do zmian społecznych na rzecz osób LGBT+, a w efekcie zniesienie homofobii, lesbofobii, transmizoginii, bifobii, transfobii, heteronormatywności, patriarchatu i genderyzmu. Sprzeciwia się systemowi kapitalistycznemu oraz państwowości, które prowadzą do dominacji jednej bądź kilku określonych grup społecznych nad innymi, co często prowadzi do wyluczeń. W przypadku tego nurtu anarchizmu szczególną uwagę poświęca się obecności stereotypów płciowych w hierarchicznych strukturach społecznych.
Ludzie, którzy prowadzili kampanie na rzecz praw osób LGBT zarówno poza, jak i wewnątrz ruchów anarchistycznych, to m.in. John Henry Mackay, Adolf Brand czy Daniel Guérin. Indywidualistyczny anarchista Adolf Brand publikował w latach 1896-1932 w Berlinie czasopismo Der Eigene, pierwszy na świecie trwały dziennik poświęcony sprawom osób LGBT. Brand sam napisał wiele wierszy i artykułów do gazety. Inni współtwórcy to Benedict Friedlaender, Hanns Heinz Ewers, Erich Mühsam, Kurt Hiller, Ernst Burchard, John Henry Mackay, Theodor Lessing, Klaus Mann i Thomas Mann oraz artyści Wilhelm von Gloeden, Fidus i Sascha Schneider. Po dojściu do władzy nazistów Brand stał się ofiarą prześladowań i kazał zamknąć swój dziennik.
W Polsce do ideologii queerowego anarchizmu odwołują się m.in. Warszawska Federacja Anarchistyczna czy kolektyw Stop Bzdurom.